# Eテレ60 Eうたココロの大冒険
Eテレ60　Eうた♪ココロの大冒険（Eテレ60　Eうた♪ココロのだいぼうけん）は、2019年1月1日にNHKEテレで放送されたドラマがメインとなる音楽番組。

## 概要
Eテレが2019年に放送開始60年になる記念で同年の元日に当番組が放送された。また、Mrs. GREEN APPLEやクリープハイプなどによるEテレで使用されてきた楽曲のアレンジも行われた。

## あらすじ
Eテレの放送開始60年を記念して、Eテレ（教育テレビ）の番組で放送されてきた歌、「Eうた」を豪華アーティストがカバー。子どもや番組を見て育った大人たちに向けて、寺田心くん演じる主人公が失われた「うた」を取り戻すため、ファンタジーの世界を大冒険！　あらすじの出典:

## 出演者
主人公の3人(寺田、清野、藤井)以外は出演順に表記する。✭表記は歌唱のみでの出演を表す。
- 寺田心 - 主人公。字幕スーパーでは黄色表記。ココロ役。
- 清野菜名 - ヒロイン。字幕スーパーでは青表記。ナナ役。
- 藤井隆 - 字幕スーパーでは緑表記。犬ドラゴン役。
- 木村カエラ　✭
- クリープハイプ　✭
- チョー - 序盤ではココロを「ココロちゃん」と呼んでいたが、終盤では「ココロくん」と呼んでいた。
- 片桐はいり - コンピューターおばあちゃん役。
- 高木のっぽ - できるおじいさん役(言及によるもの)。写真のみでの出演。
- Perfume　✭
- Mrs. GREEN APPLE　✭
- 久保田雅人 - ワクワクさん役。
- Little  Glee  Monster　✭
- YOU  - 極寒女王役。
- 加藤諒 - 虫歯建設株式会社の社長役。
- 秋山竜次 (ロバート)- 地獄の門番「ケルベロス」役。
- 高橋優　✭
- 杉並児童合唱団　✭ - 高橋のコーラスで出演。
- 染谷将太 - 寒太郎役。
- 佐藤二朗 - ハメハメハ大王役。「アルゴリズムたいそう」も行った。
- いつもここから - さる王国からのご来賓役(言及によるもの)。「悲しいとき」と「アルゴリズムたいそう」を行った。
- King&Prince - 歌唱を行ったほか、いつもここからと「アルゴリズムたいそう」を行った。
- ジャニーズjr.　✭ - King&Princeのコーラス及びダンスで出演。
- 上白石萌歌 - 歌唱を行ったほか、ココロの回想シーンにも出演する。
- 三浦大知　✭ - 本編パートには出演せず、オープニング歌唱の声の出演とエンドロールの歌唱映像に出演するのみである。